# Вигаданий портрет троньє
Вигаданий портрет троньє, часом троні (нід. tronie — голова, обличчя) — умовне портретне зображення історичної чи вигаданої особи, що стало різновидом портретного жанру в Голландії XVI—XVII ст. Мало власну традицію в мистецтві декількох західноєвропейських країн попри Голландії.

## У Голландії
У Голландії наприкінці XVI ст. отримали поширення вигадані портрети мужів минулого. Традиція йшла від майстрів середньовіччя та численних зображень популярних святих.
Наприкінці XVI ст. до них додали умовні портрети філософів античності (Корнеліс Кетель «Демокріт і Геракліт»). До створення умовних портретів звертались Франс Галс, Дірк ван Бабюрен та ін. Низку умовних портретів і автопортретів з незвичним виразом обличчя створив у офортах Рембрандт. В Голландії їх теж зарахували до портретів-троньє. Умовні портрети давньоримських імператорів намалював Дірк ван Бабюрен («Римський імператор Тіт», Берлін).
За браком давньоримських оригіналів умовні портрети давньоримських імператорів для декорування садів бароко робив голландський скульптор Бартоломеус Еггерс (1637—1692). Але не голландці стояли у їх витоків.

## В Італії

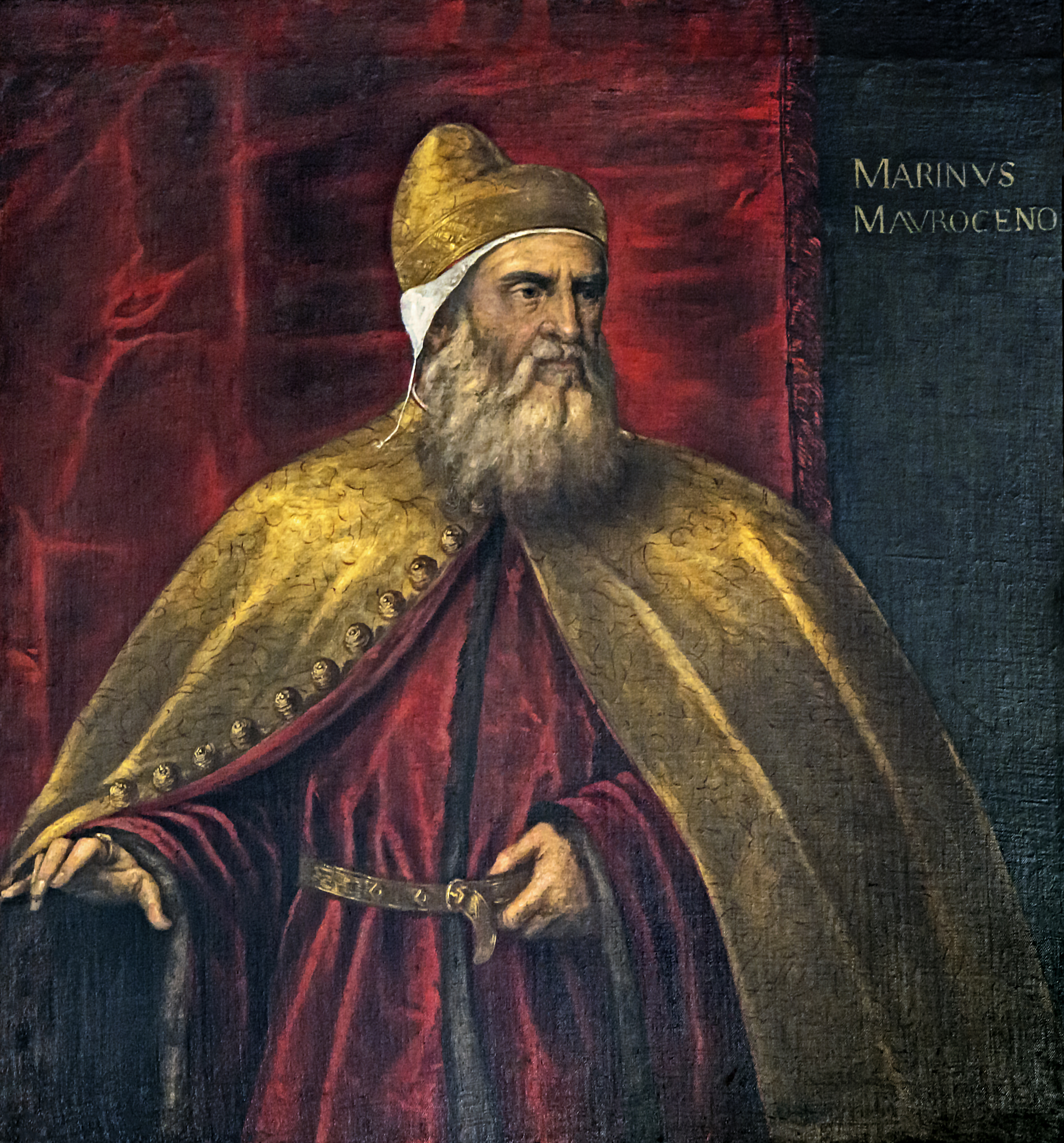
Худ. Якопо Пальма молодший. Героїзований, але вигаданий портрет дожа Маріно Морозіні (помер 1253 року). Церква Фрарі, Венеція.

Традиція вигаданих портретів йшла від середньовіччя з його фанатичним віруванням у святих заступників і в церкву. Портрету в сучасному розумінні тоді ще не було, але прагнення до його створення було в наявності. Мати власний «портрет» в добу середньовіччя мали право лише королівські особи та святі. Звідси низка «портретів» (релігійних образів) популярних святих, кожен раз інших і не схожих між собою. Бо ніхто не робив реальних портретів біблійного Мойсея, Миколи Мирлікійського, реального Франциска Ассізького, від чого вони такі різні і несхожі у різних художників як середньовіччя, так і відродження або бароко.

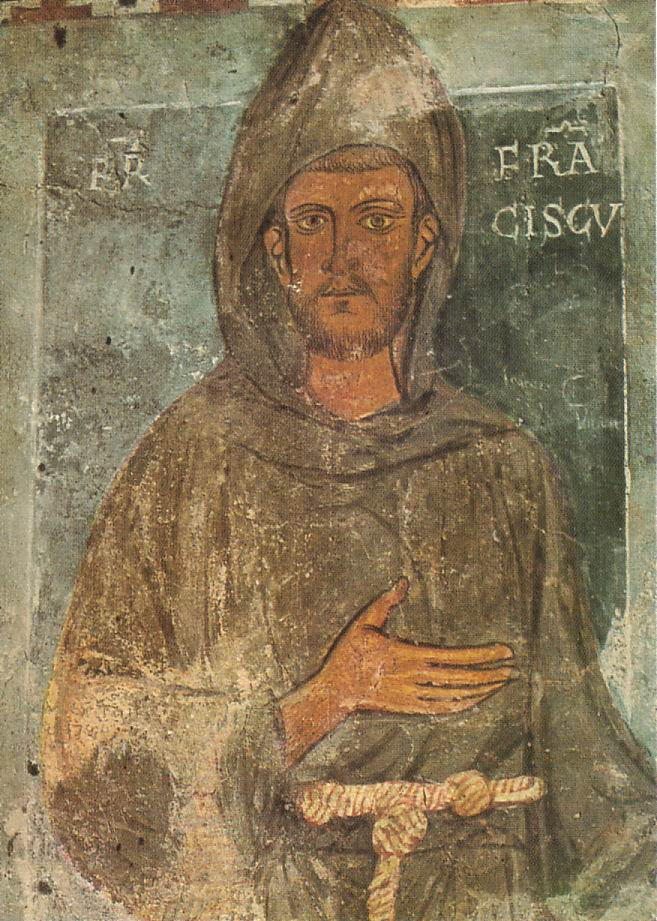
«Св. Франциск Ассізький», фреска 13 ст. в Субіако, Італія
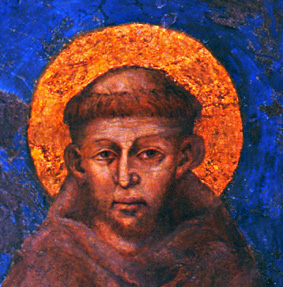
«Св. Франциск Ассізький», варіант роботи Чімабуе
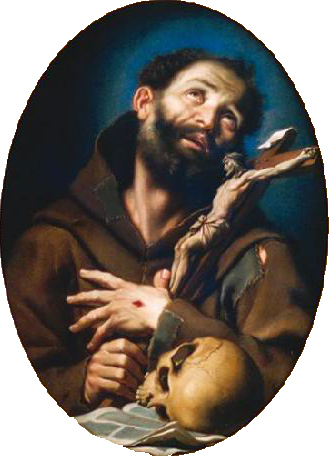
«Св. Франциск Ассізький», варіант роботи Бернардо Строцці
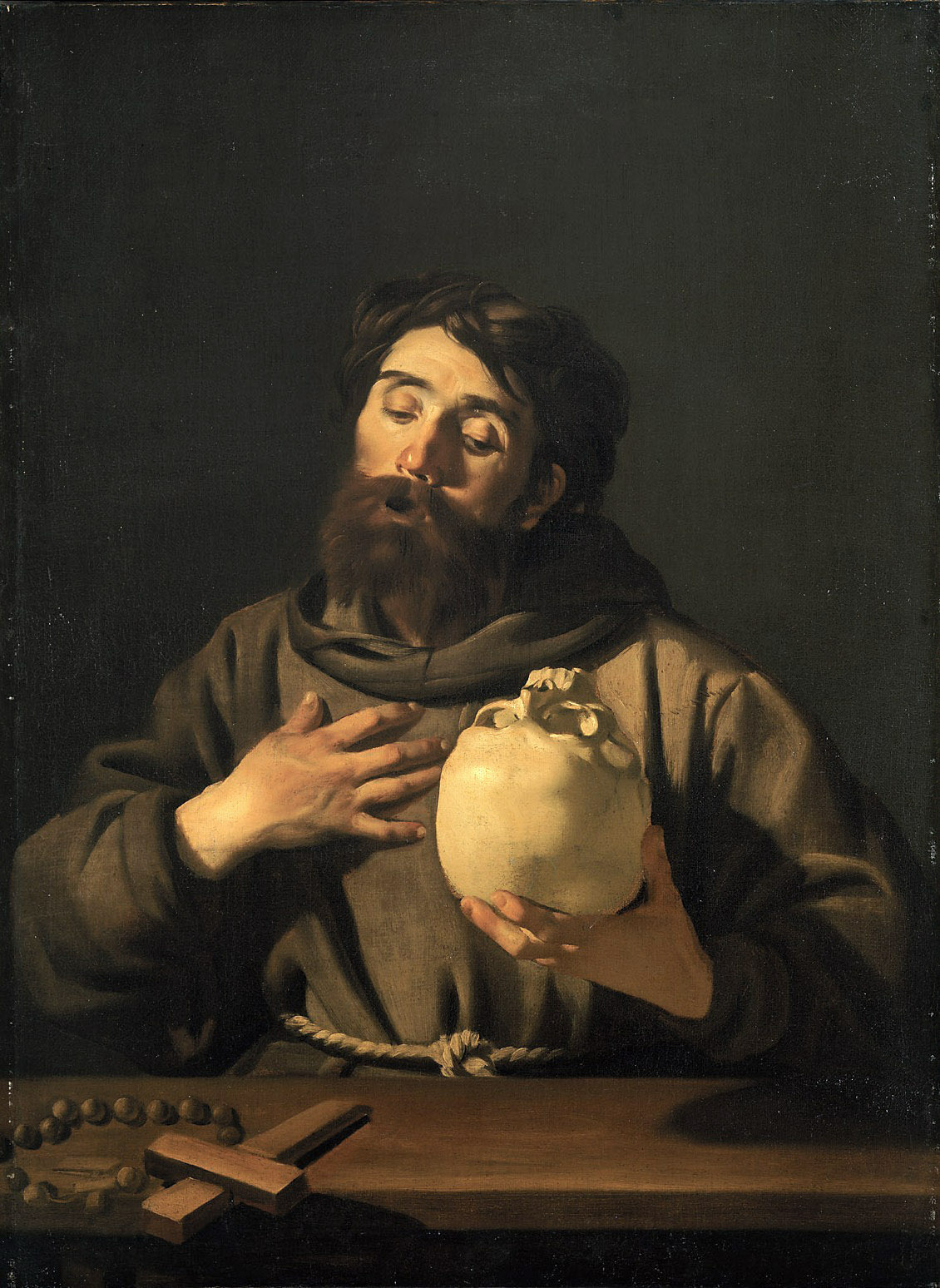
Дірк ван Бабюрен. «Св. Франциск Ассізький», Відень

У добу італійського відродження з його модою на панівну античність і грецьких філософів до вигаданих портретів додали численні зображення філософів (Браманте «Демокріт і Гракліт», Йоос ван Вассенхов та Педро Берругете «Мойсей», «Аристотель», «Евклід», «Гіппократ», «Сенека»).
До уславлених мужів минулого додали також папу римського Сикста IV, самого Птолемея та кардинала Віссаріона Нікейського, активного і непосидючого візантійського релігійного діяча, що вчасно перейшов у католицтво ще до розпаду Візантії.
Більшість портретів створена за певною схемою. Всі вони подані в умовному середньовічному інтер'єрі і в умовно історичному одязі, сидять біля парапету, на котрий кинуто драперію, червону або зелену. Зелене тло вигаданих портретів видає твір Йооса ван Вассенхова, бо низка нідерландських портретистів полюбляла саме зелене тло.
Портрети виконували подвійну функцію: вони були престижним декором бібліотеки герцогського палацу в Урбіно та прикладом для наслідування.
Вигадані «портрети» філософів створював і неаполітанський майстер доби бароко Лука Джордано.

## У творчості Веласкеса та Хосе де Рібера
Серію вигаданих портретів філософів Рібера малював двічі. Герцог Алкала замовив йому серію у 1630 році. Вдруге він зробив серію у 1635 році. Допитливі дослідники дізнались, що Рібера читав історика Діогена Лаертського (початок 3 ст. нашої ери) «Про життя, вчення та висловлювання славетних філософів», а ще більше Лукіана з Самосати (2 ст. нашої ери) «Ярмарок життів». Лукіан з Самосати був за переконаннями найближчий до світогляду самого Рібери, бо представив славетних філософів, цих велетнів духу, як жебраків і рабів, мало потрібних суворій реальності.
Авторитет античного письменника захистив від докорів сувору правду образів і самого Хосе де Рібери. Він формально ніби йде за письменником, малюючи бородаті обличчя, брудний, подертий одяг, босі ноги в пилюці. Якби не могутній розум в очах і самоповага цих жебраків, їх, при їхньому лахмітті й вигляді, взяли б за божевільних. Несправедливість ставлення до зображених ним людей переливалась через край полотен Рібери, і глядачі застигали приголомшено. Так разюче реально не малював своїх філософів навіть захвалений Веласкес, котрий створив власну серію декоративних «портретів» давньогрецьких філософів для окраси палацових залів.

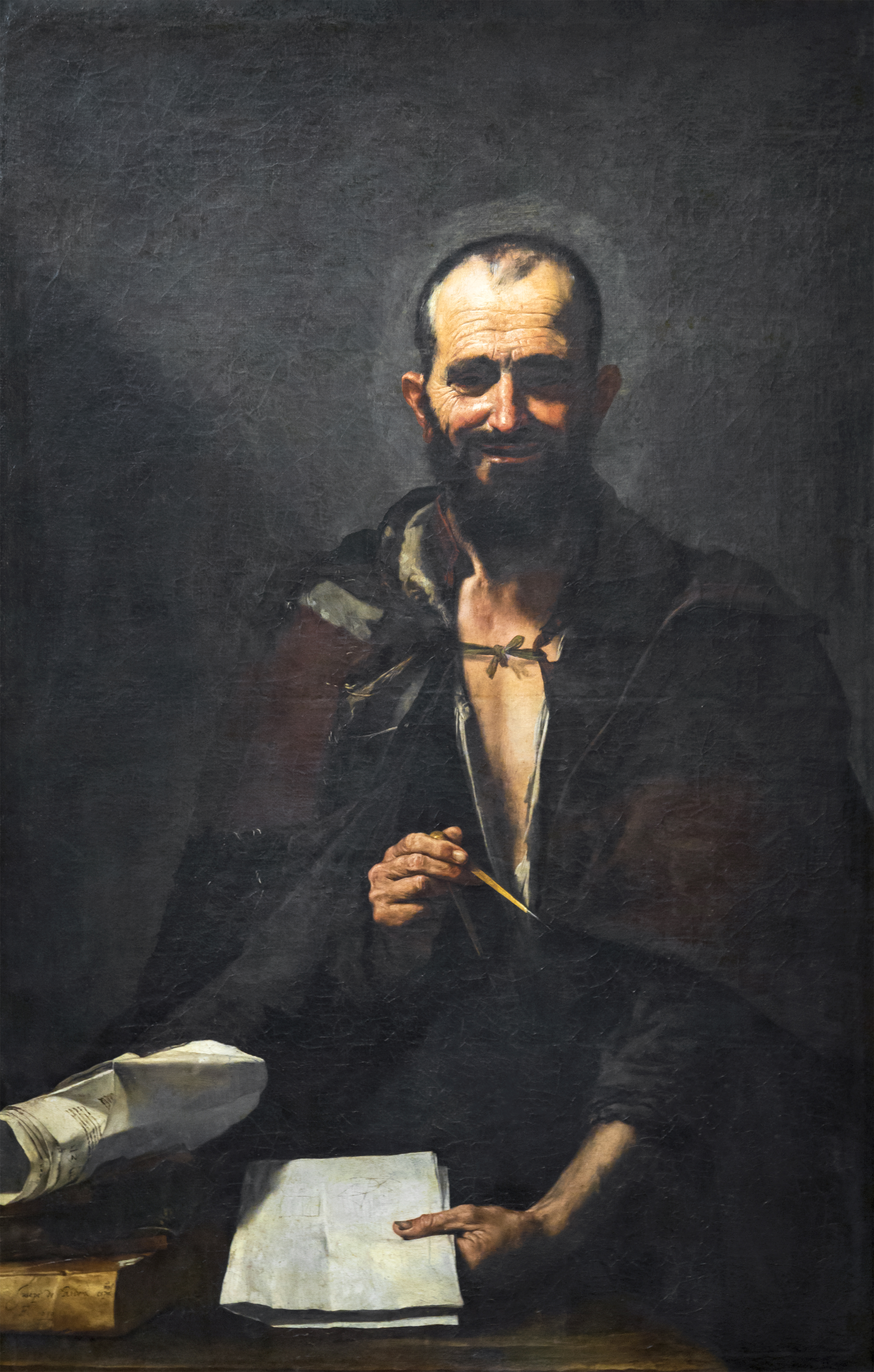
«Архімед», 1630 р., Прадо, Мадрид.
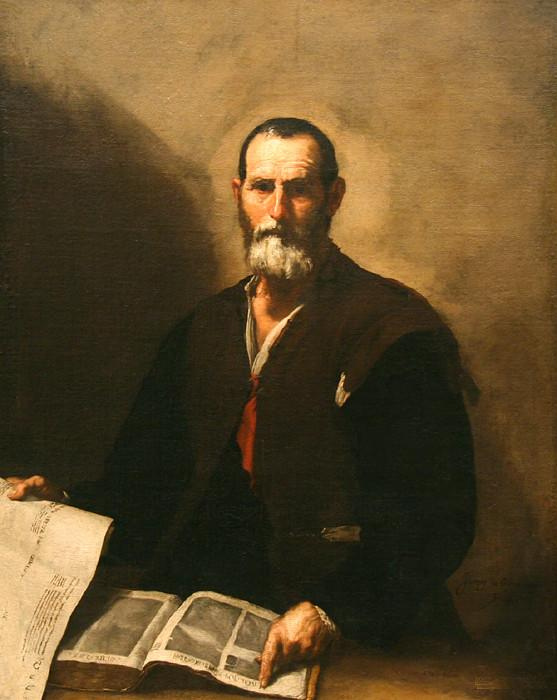
«Філософ Кратес», Токіо, Нац. музей західноєвропейського мистецтва
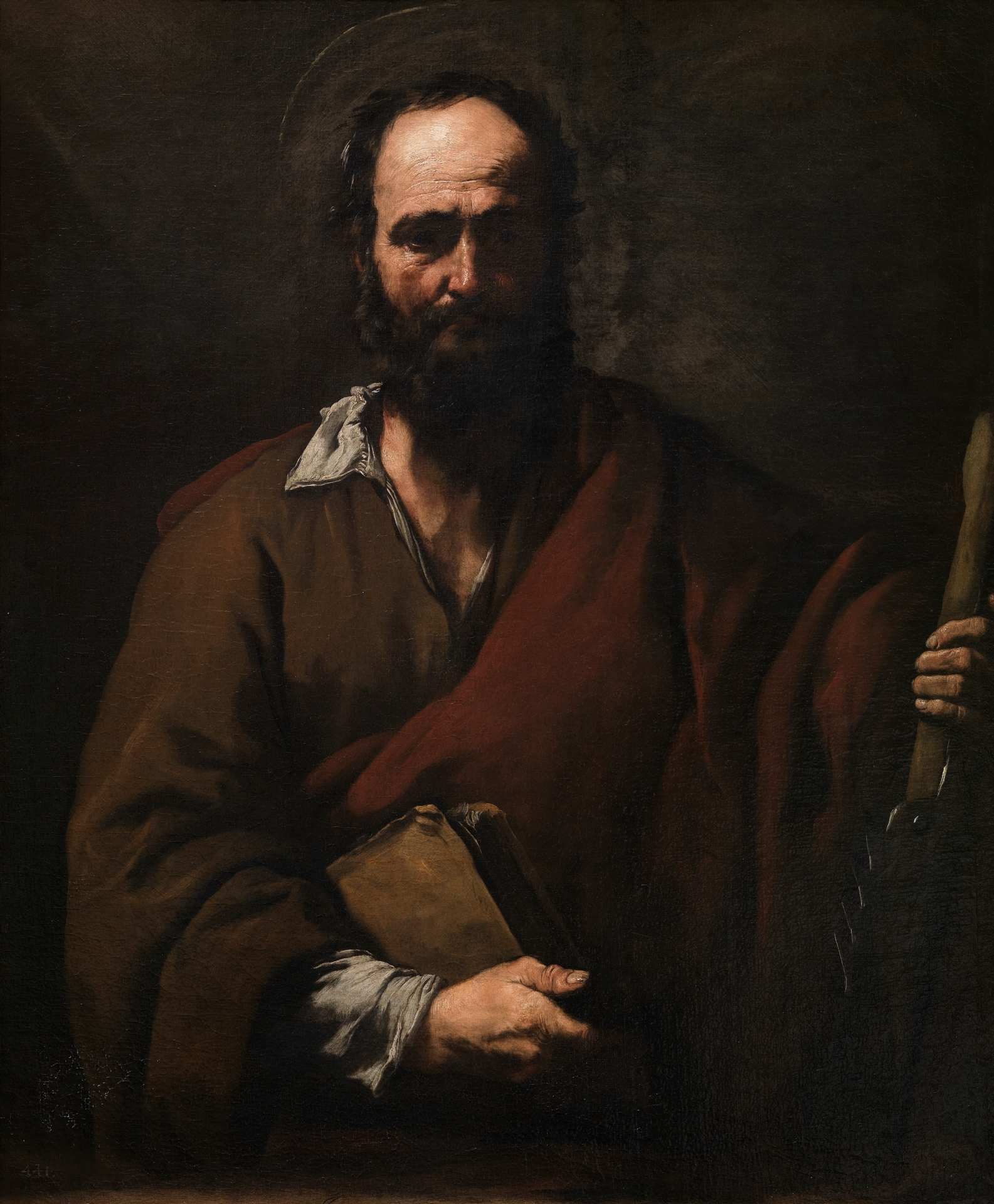
«Апостол Симон», Прадо
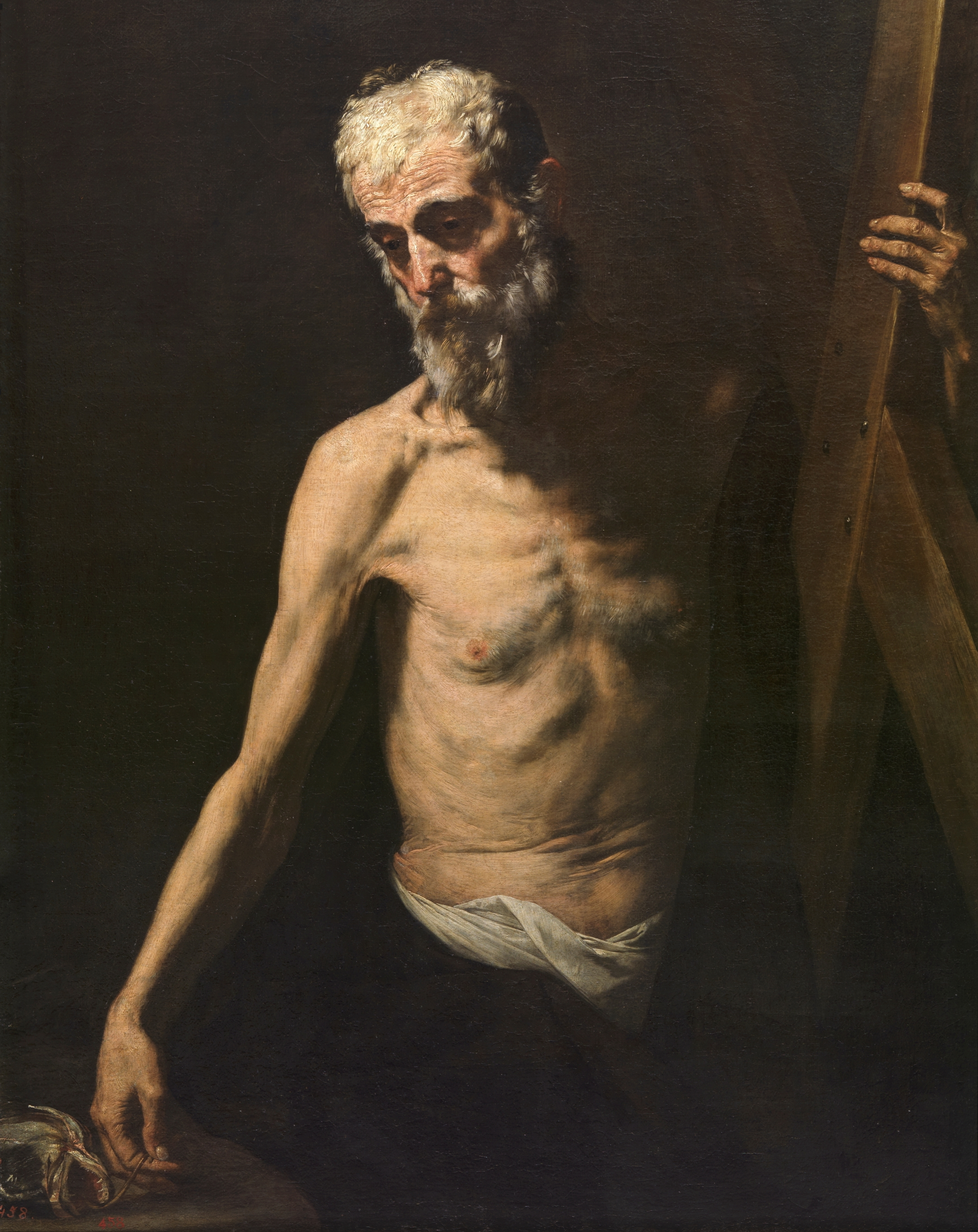
«Апостол Андрій Первозванний»

До філософів Рібери близькі (композиційно і за колоритом) «Апостоли», ще одна серія полотен майстра. Це теж поясні фігури, грубуваті обличчя в зморшках, бідний одяг. Рібера наче навертає глядача до років первісного християнства, коли «Адам орав, а Єва пряла», коли перші учні Христа були убогі, як жебраки Неаполя XVII століття. З філософами Рібери вони схожі і високим почуттям гідності.
Але завдання серії «Апостоли» інше, ніж здобута мудрість давньогрецьких філософів, бо, за переконанням Рібери, саме християнські апостоли, а не грецькі філософи несуть світло святого вчення. Палкий католик Рібера був на боці апостолів, але малював їх як найкращих серед людей, найкращих серед філософів.

## Галерея вигаданих портретів

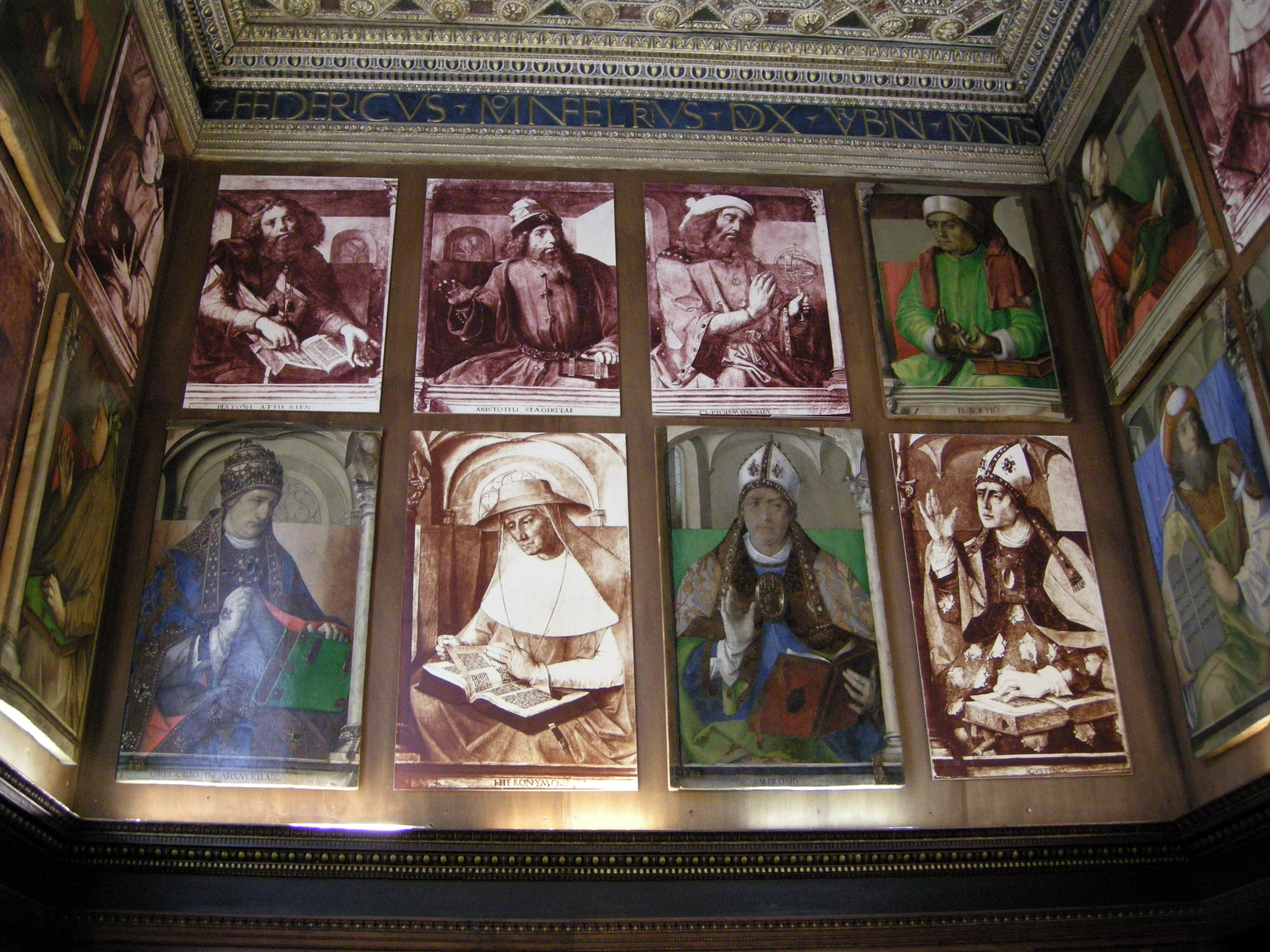

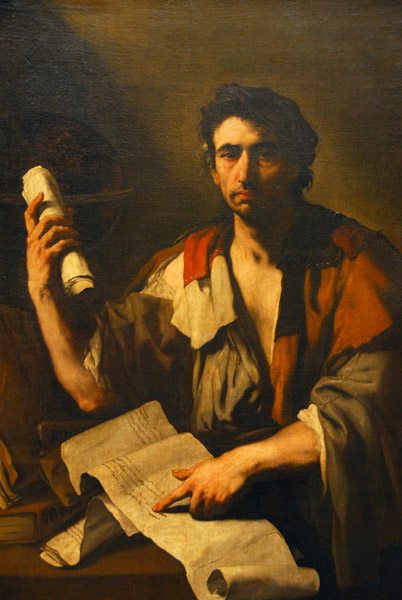
Лука Джордано, «Філософ цинік», Мюнхен, Стара Пінакотека.

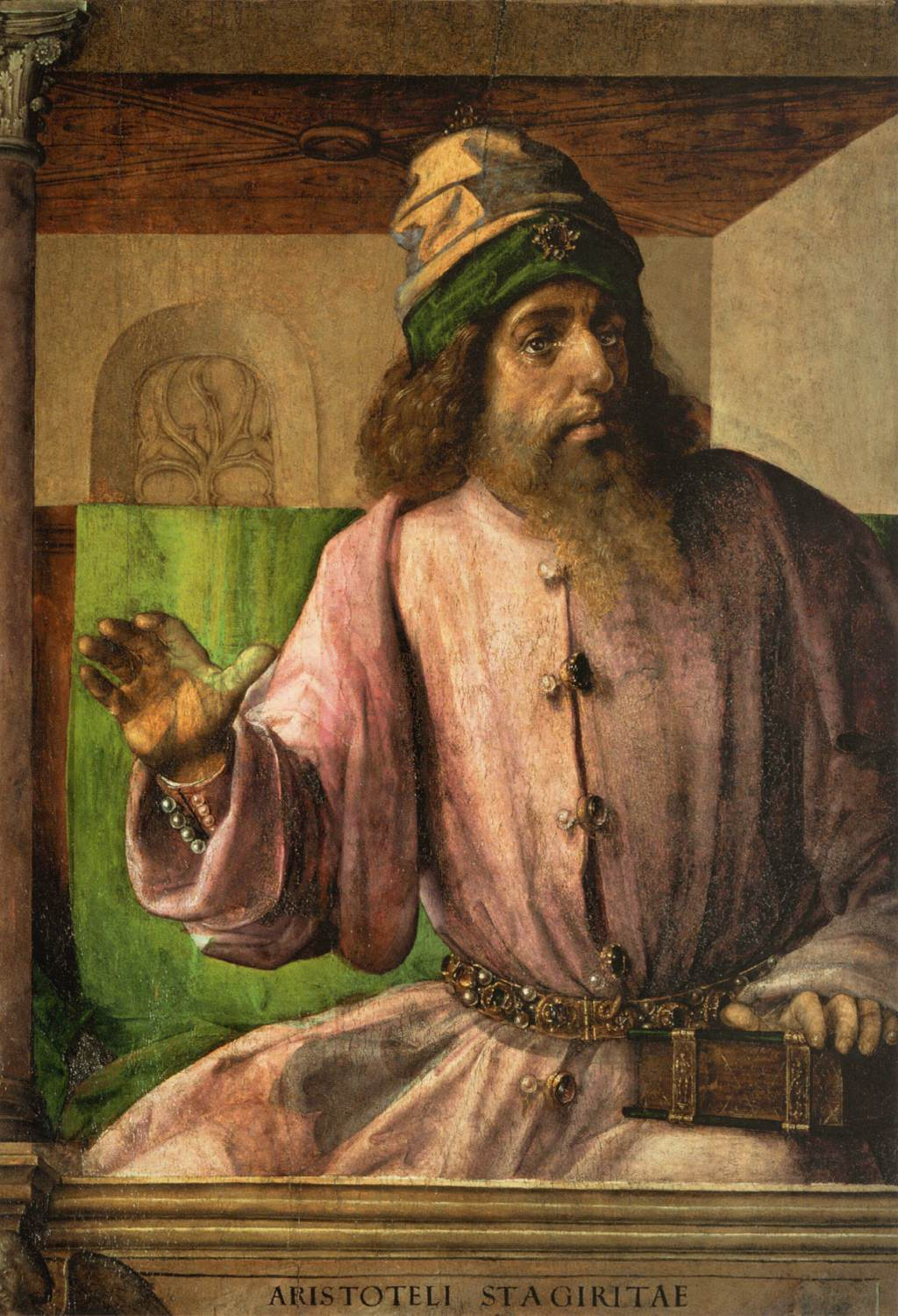
«Аристотель» (вигаданий портрет, нині Лувр, Париж)
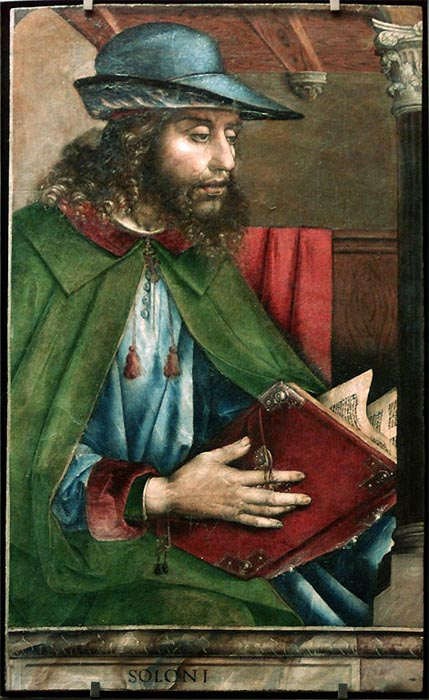
«Солон» (вигаданий портрет, нині Лувр, Париж)
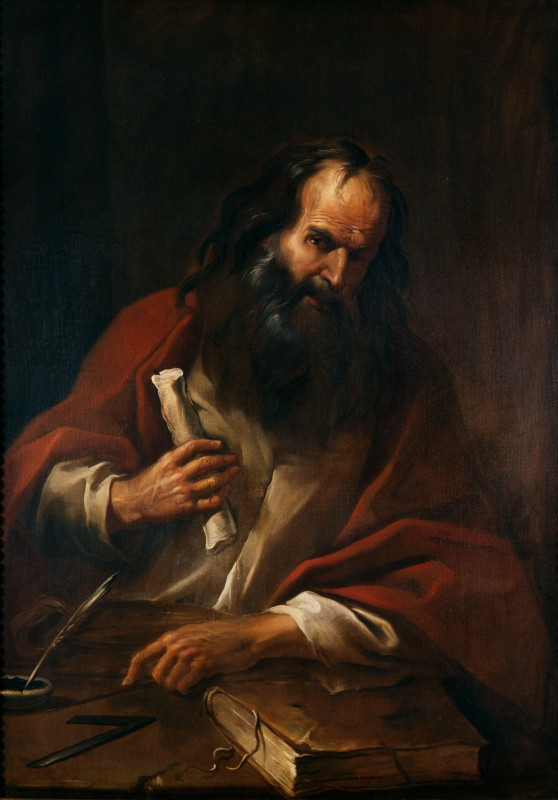
«Евклід», вигаданий портрет, Національна галерея Марки, Італія
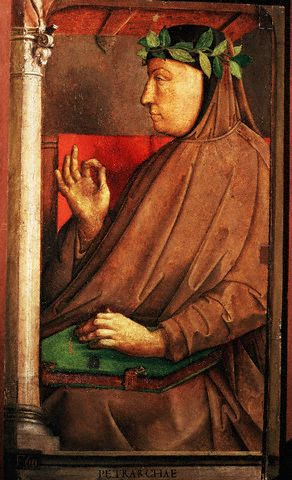
«Франческо Петрарка», вигаданий портрет,  Національна галерея Марки, Італія
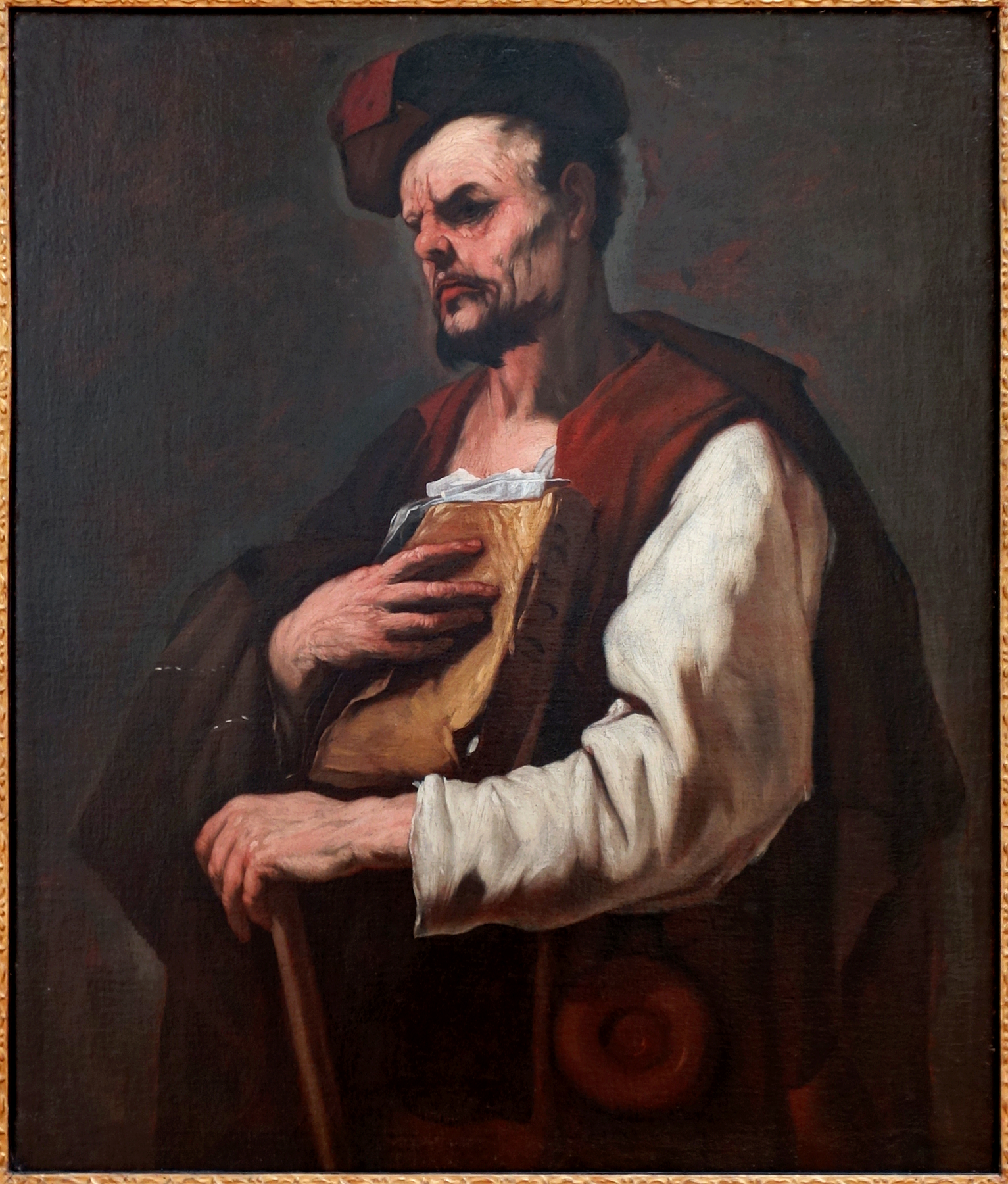
Л. Джордано. «Філософ», Палац витончених мистецтв (Лілль), Франція
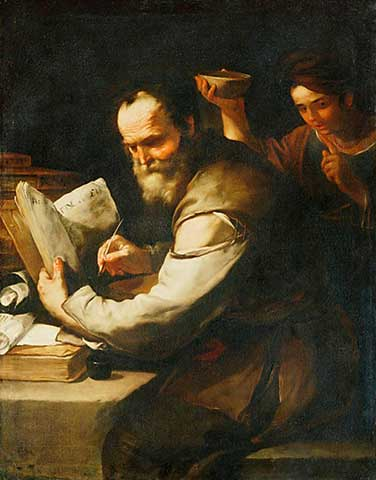
Л. Джордано. «Грубі жарти Ксантіппи над філософом Сократом»
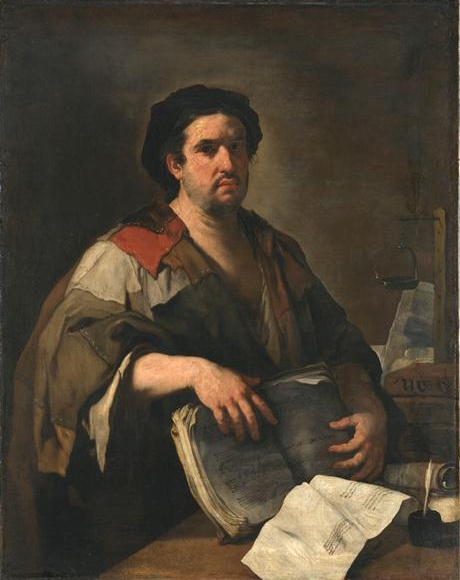
Л. Джордано. «Філософ цинік»,

## Вигаданий портрет у гравюрі

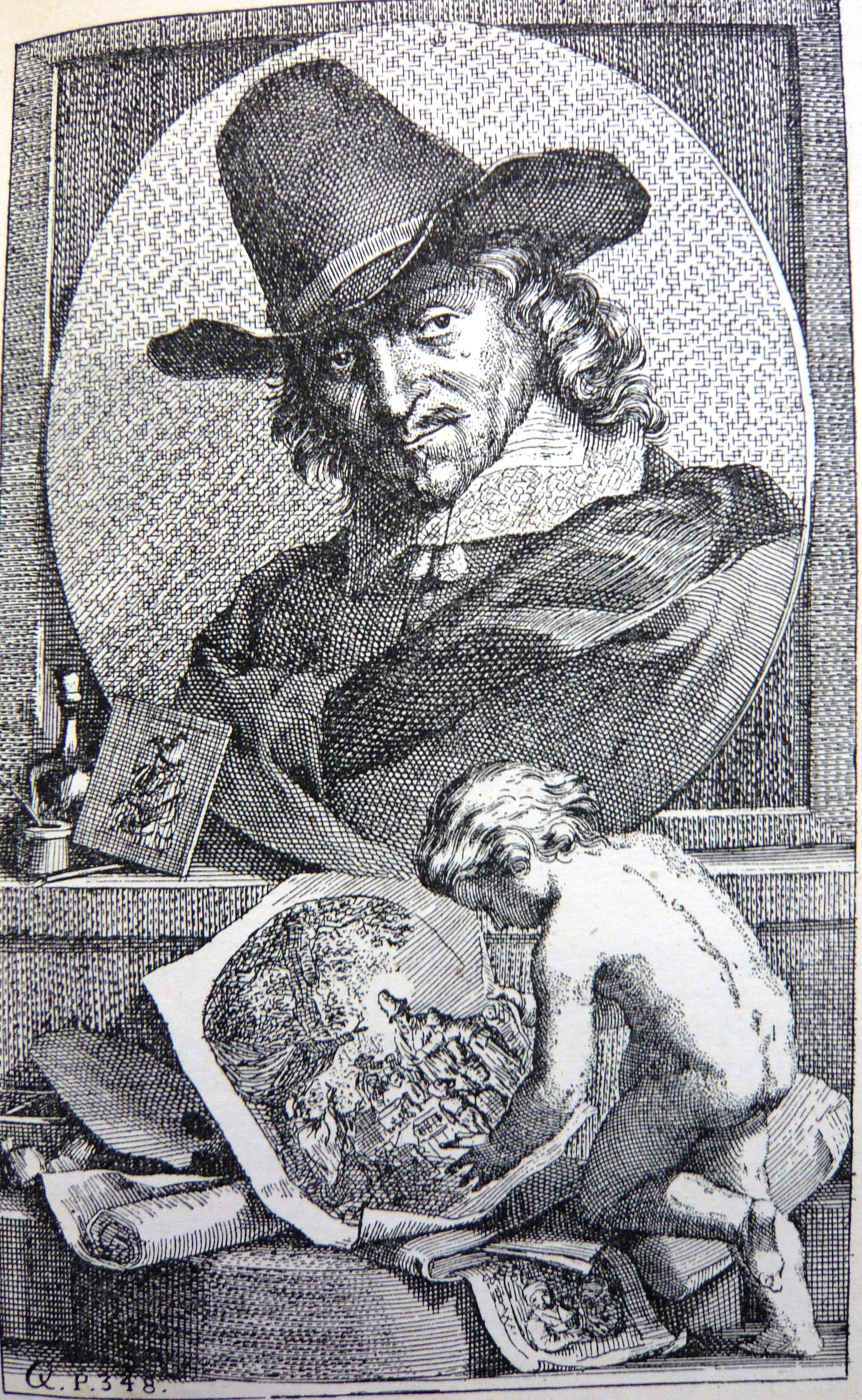
Арнольд Гаубракен. Посмертний портрет художника Адріана ван Остаде ( 1610—1685 ), 1718 р.